# 中村孝 (空手家)
中村 孝（なかむら たかし、1932年2月18日 - 2013年9月16日）は日本の空手家。

## 経歴
日本空手道研修会会長、武蔵野市空手道連盟初代会長をつとめた。中学生のころから内弟子として金城裕に師事し、生涯を空手道一筋に過ごした。
大東文化大学卒。全空連二級資格審査員、全空連7段（後に研修会十段）。沖縄空手の研究に生涯を懸けて研鑽したとして文部大臣賞受賞。
| スタブアイコン | サブスタブ | この項目は、まだ閲覧者の調べものの参照としては役立たない、人物に関連した書きかけの項目です。この項目を加筆・訂正などしてくださる協力者を求めています（P:人物伝/PJ:人物伝）。 |